# San Miguel Achiutla
San Miguel Achiutla es una localidad del estado mexicano de Oaxaca. Es cabecera del municipio de San Miguel Achiutla.

## Demografía
| Censo | Población |
| ----- | --------- |
| 1910  | 1157      |
| 1921  | 1194      |
| 1930  | 1180      |
| 1940  | 1196      |
| 1950  | 1263      |
| 1960  | 1270      |
| 1970  | 1128      |
| 1980  | 1021      |
| 1990  | 950       |
| 1995  | 504       |
| 2000  | 393       |
| 2005  | 377       |
| 2010  | 342       |
| 2020  | 288       |